# 高名潞
高名潞（1949年10月29日—）是中國當代藝術學者，是匹茲堡大學講師、傑出教授、藝術史系主任。也是天津美術學院的傑出教授。
高名潞曾經在四川美术学院任教，曾獲得傑出教授，也曾任藝術史系主任。高名潞的作品強調中華藝術的影響以及本質。
高名潞在1984年至1989年擔任中國《美術》雜誌的編輯，推動中國的「85新潮美術運動」，在其中擔任計劃者、策展人及評論家。
高名潞在1998年於美國紐約舉行InsideOut 華人藝術大展（Inside Out: New Chinese from 1995 to 1998）。在1991年獲得美国科学院中，美中學術交流委員會（American Academic Exchange Committee）的博士後獎學金計劃。

## 外部連結
- The Final Frontier – Chinese contemporary art at LUX Mag
- Chinese art, calligraphy, painting, ceramics, carving （页面存档备份，存于） at China Online Museum